# Кропив'янка (птах)
Кропи́в'янка або сла́вка (Sylvia) — рід птахів родини кропив'янкових (Sylviidae). Невеликі співочі птахи, що мають бурувате забарвлення і мешкають зазвичай у лісах і густих чагарниках. В Україні мешкають два види: кропив'янка чорноголова (Sylvia atricapilla) і кропив'янка садова (Sylvia borin).

## Види
Виділяють сім видів:
- Кропив'янка чорноголова (Sylvia atricapilla)
- Кропив'янка садова (Sylvia borin)
- Тимелія принцева (Sylvia dohrni)
- Тимелія ефіопська (Sylvia galinieri)
- Баблер чагарниковий (Sylvia nigricapillus)
- Тимелія абісинська (Sylvia abyssinica)
- Тимелія чорноголова (Sylvia atriceps)

## Біологія

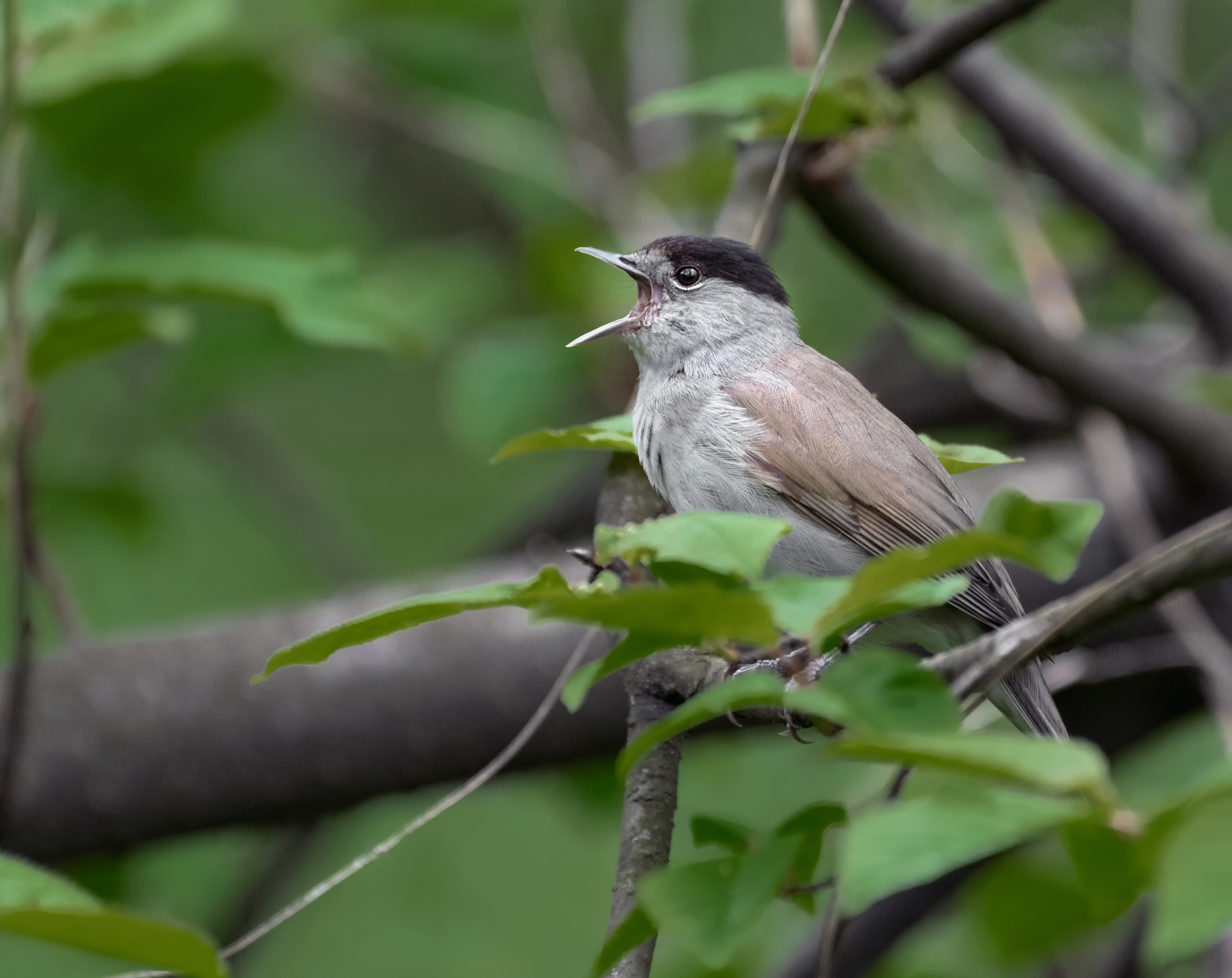
Кропив'янка

Кропив'янки живуть в лісах і густих чагарниках, проте деякі види приживаються і в садах. Їх спів часто гучний і специфічний, по ньому їх можна легко відрізнити від інших птахів. Кропив'янки забарвлені в сіро-коричневий колір і уміють вправно пересуватися в хащах.